# Combat Arms
Combat Arms är ett förstapersonskjutarspel som är gratis att spela (free-to-play) och ett flerspelarspel. Det utvecklades av sydkoreanska Doobic Studios och publicerades av Nexon.